# Kannum Kannum Kollaiyadithaal
Kannum Kannum Kollaiyadithaal (en tamil: கண்ணும் கண்ணும் கொள்ளையடித்தால், lit. 'If eyes steal each other') es una película de comedia romántica en tamil india de 2020 escrita y dirigida por Desingh Periyasamy. La película está protagonizada por Dulquer Salmaan, Ritu Varma, Rakshan y Niranjani Ahathian en los papeles principales, mientras que los dos últimos debutaban como actores. La película se estrenó el 28 de febrero de 2020 y fue un éxito de taquilla.

## Argumento
Siddharth y Kaliswaran Moorthy son dos jóvenes de Chennai que aparentemente no tienen familia y viven solos. Se muestran como técnicos independientes que trabajan desde casa. Siddharth se enamora de una esteticista de puerta en puerta, Meera. Él le propone matrimonio y ella acepta. Kallis está enamorada de la amiga de Meera, Shreya, una chef. Se revela que Meera es una huérfana criada en un orfanato y se revela que Shreya es enviada a valerse por sí misma mientras su familia enfrenta problemas con los usureros en su ciudad natal. Los muchachos gastan su dinero y pronto se dan cuenta de que se están quedando sin dinero. Aquí es cuando se demuestra que son estafadores, que utilizan estafas de compras online para ganar dinero.
El diputado comisionado Pratap Chakravarthy comienza a investigar su estafa cuando explota la computadora portátil de su hija. Se da cuenta de que los estafadores usan las direcciones de casas abandonadas y Wi-Fi público para pedir productos electrónicos en plataformas en línea y devolverlos o revenderlos en línea después de reemplazar las piezas internas originales por otras viejas y duplicadas. Mientras DCP Pratap intenta rastrear a los culpables, Siddharth cambia su plan y ahora los chicos saquean artículos caros de autos de lujo al desarrollar un dispositivo que piratea los sistemas de bloqueo de dichos autos. Pratap casi los cierra cuando los muchachos roban la computadora portátil de su amigo de su automóvil e intentan venderla, pero los muchachos escapan con éxito. Meera llama a Siddharth y le informa que le robaron el bolso. Ella llora que aunque solo ₹3,000 (US$38) fue robado, había sido dinero ganado con mucho esfuerzo. Siddharth se siente culpable y los amigos deciden enmendarse.
Deciden establecerse en Goa abriendo un restaurante con el dinero restante de sus estafas y se mudan a Goa con Meera y Shreya. Pratap rastrea la dirección de los niños solo para encontrar la casa desocupada. Pronto los sigue a Goa. Luego se muestra que, aunque Pratap estaba investigando la estafa de productos electrónicos en línea y los robos de automóviles. De hecho, había comenzado a rastrear a Meera y Shreya, que son estafadores aún más grandes que Siddharth y Kallis. Él les informa que el motivo de las chicas es hacer que los hombres se enamoren de ellas y luego saquear su dinero. Inicialmente había identificado a Meera como una de las estafadoras que usaba un collar distintivo que había estado en el bolso que le arrebataron, luego identificó su conexión con los chicos, después de lo cual fue a la antigua casa de Siddharth y Kallis en Chennai y finalmente los rastreó hasta Goa. Siddharth y Kallis descubren que falta su bolsa de dinero y se les rompe el corazón al descubrir que las chicas que realmente amaban los habían engañado.
Hacen autostop hasta Chennai con los bolsillos vacíos y usan lentamente sus mentes criminales para encontrar a las chicas. Se dan cuenta de que las chicas están en Delhi, con Meera en la identidad de Ishita, una consultora independiente de arreglo de habitaciones.y confrontarlos. Conmocionadas, las chicas devuelven la bolsa de dinero y les piden que se vayan, pero Siddharth propone que formen un equipo y compartan la cantidad que roben en la próxima aventura. Si las chicas se enamoran de ellas en el proceso, permanecerán juntas. De lo contrario, planean compartir el botín y separarse. También se revela que el verdadero nombre de Meera es Madhumitha y el verdadero nombre de Shreya es Varsha, y que ambos eran huérfanos en el mismo orfanato, que se habían vuelto estafadores después de estar hartos del engaño en la sociedad, especialmente sus hombres. Madhu y Varsha aceptan el trato de Siddharth. Deciden apuntar a un hombre de negocios rico y anciano llamado Sooraj Mehta, que está enamorado de Madhu (como Ishita) en una clase de meditación. Varsha también se hace amigo de la esposa de Sooraj en el gimnasio.
Usando su cerebro tecnológico, la pandilla descifra lentamente las características de seguridad en el automóvil y la casa de Sooraj. Usando una cámara espía en el teléfono de Madhu y una grabadora de voz diseñada como un brazalete. Sin embargo, se dan cuenta de que Suraj es un capo de la droga, que tiene US $ 1 millón en su casa, lo que equivale a ₹71 crore (US$8,9 millones). Cuando los demás deciden ir a lo seguro abandonando el plan, Siddharth los convence de quedarse y huir al extranjero después del atraco para evitar la ira de Sooraj. Planean entrar al garaje de la casa de Sooraj usando su Rolls-Royce y obtenga su huella digital para ingresar al vestuario usando una impresora 3D. Según el plan de Siddharth, Varsha pasará el día de compras con la esposa de Sooraj y Madhu pasará tiempo con Sooraj, mientras los chicos saquean el dinero usando el auto de Sooraj. Planean secuestrar el automóvil de Sooraj mientras está estacionado en el estacionamiento del hotel Hyatt y usarlo para ingresar al recinto de Sooraj, sabiendo que no serán vistos ya que el parabrisas y las ventanas del automóvil están polarizados.
Sin embargo, su plan cambia cuando Sooraj conduce a su casa de huéspedes privada en lugar del Hotel Hyatt, para sorpresa de Madhu y los demás. Conmocionados, los muchachos siguen el auto hasta un área suburbana. Madhu está adentro con Sooraj y los muchachos tienen solo una hora para completar el atraco, en lugar de las dos que habían planeado. Siddharth le dice a Kallis que el auto de Sooraj es avanzado y puede ser pirateado para hacer muchas cosas. Abre una aplicación que había ideado y hace que el automóvil salga solo de la casa de huéspedes, con la ayuda de Kallis. Luego conducen a la casa de Sooraj y entran con seguridad al garaje, pero descubren que para entrar por la segunda puerta de seguridad en el garaje, se requiere un patrón. Siddharth le pide a Madhu que averigüe el patrón del teléfono de Sooraj y los chicos ingresan con éxito al garaje con huella digital, entran al vestuario, abren el casillero y roban el dinero. Madhu finge un desmayo y una hemorragia nasal y los muchachos devuelven el auto a la casa de huéspedes, justo a tiempo para que Sooraj lleve a un Madhu "inconsciente" al hospital. Cuando Sooraj entra para sacar a los médicos, Madhu escapa.
Como sería imposible sacar el efectivo del país a través de un aeropuerto sin levantar sospechas, Siddharth le dice que van a Tailandia por carretera y las parejas parten en sus bicicletas. Sin embargo, se encuentran con Pratap haciendo controles de vehículos en la puerta de su hotel y Siddharth diseña un plan rápidamente. Antes de que los chicos se vayan a confundir a Pratap, las chicas revelan que se han enamorado de ellas. Felizmente, los chicos salen corriendo y le dicen a Pratap que las chicas se están escapando en un auto blanco. Siguiendo un auto que los chicos señalan, Pratap asume que van al aeropuerto. Luego ataca a un vigilante de seguridad en el aeropuerto y viola la seguridad aeroportuaria para aprehender a las chicas, y los chicos escapan. Siddharth y Kallis llaman a Madhu y les dicen a las chicas que tienen todo el dinero y que las bolsas de las bicicletas están vacías. Dicen que es su plan de venganza y que los policías llegarán a su ubicación en unos minutos.
Las chicas quedan conmocionadas y devastadas, y se dicen a sí mismas que se merecen esto por engañar a Siddharth y Kallis en primer lugar. Sin embargo, cuando el vehículo policial entra en el escondite, Siddarth y Kallis salen del auto y dicen que solo estaban jugando y que el dinero realmente había estado en las bolsas que tenían las chicas. Dicen que debido a que las chicas no intentaron huir sino que se quedaron sintiendo que se merecían esto por engañar a Siddharth y Kallis, creen que las chicas realmente han comenzado a amarlas y ambas parejas se reconcilian y deciden establecerse. En Chennai, Pratap está siendo interrogado por la CBI por violar la seguridad del aeropuerto y por abandonar un caso de amaño de partidos de alto perfil en el que había estado trabajando en Delhi (para el que había estado revisando vehículos) para perseguir a dos niñas que son tramposas a pequeña escala. Se revela que Pratap también fue víctima de las estafas de Madhu.
En una escena que imitaba una escena de la película romántica Vinnaithaandi Varuvaayaa de Gautham Vasudev Menon, él le había regalado un collar raro y costoso a Madhu, el mismo que había usado para rastrearla cuando le robaron el bolso en primer lugar. Avergonzado de declarar que él también fue una víctima, Pratap agacha la cabeza y se indica que podría enfrentar una suspensión por abandonar su caso de amaño de partidos. De vuelta en la casa de Sooraj, Sooraj ve imágenes de CCTV de Siddharth y Kallis robando el dinero, pero su rostro está oculto. Los chicos han usado linternas infrarrojas en sus gorras, que han engañado a la cámara. Sooraj no puede quejarse a la policía porque es dinero ilegal. Mientras acampan de camino a Tailandia, Madhumita ve su nombre tatuado en el antebrazo de Siddarth y, con aire de culpabilidad, le dice que no es su nombre real, solo para ser engañada como Siddarth, quien borra la tinta y Varsha se revela como Thenmozhi y Madhumita. le pide a Siddharth que adivine su nombre y los cuatro se pelean.

## Reparto
- Dulquer Salmaan como Siddharth
- Rakshan como Kallis alias Kaaleeswaramurthy
- Ritu Varma como Meera/Madhumitha/Ishita/Jessie
- Niranjani Ahathian como Thenmozhi / Shreya / Varsha
- Gautham Vasudev Menon como DCP Prathap Chakravarthi
- Anish Kuruvilla como Sooraj Mehta
- Vikash Rajendran como Amjith
- Tiger Garden Thangadurai como mecánico de dos ruedas
- Ameesha Chowdhary como la señora Mehta
- Udhayabhanu Maheshwaran como funcionario superior de CBI
- Gajaraj como propietario de una casa
- Lakshmi como Sra. Prathap Chakravarthi
- Baby Monika Siva como la hija de Prathap
- Kathir como el hijo de Prathap
- Jacqueline como amiga de Kallis

## Producción

### Desarrollo
Dulquer Salmaan acordó colaborar con el director debutante Desingh Periyasamy para una película tamil en febrero de 2017 y eligió hacer la película antes que otra película tamil propuesta por el director Ra. Karthik. Desingh reveló que la película sería un "thriller romántico", con Dulquer interpretando a un joven "despreocupado" en la película. Inicialmente, la producción de la película estaba programada para comenzar en julio de 2017, pero se retrasó porque el equipo buscaba una actriz principal adecuada. Ritu Varma se unió al equipo para interpretar a la actriz principal durante septiembre de 2017. Rakshan, un presentador de televisión, también fue seleccionado para hacer su debut como actor en la película. En noviembre de 2017, la película se tituló Kannum Kannum Kollaiyadithaal, que se inspiró en una canción de A. R. Rahman en Thiruda Thiruda (1993) de Mani Ratnam. Una película con el mismo nombre había sido planeada por Pandiarajan en 2002, pero luego fue archivada.

### Rodaje
El trabajo de producción comenzó en Delhi el 15 de noviembre de 2017, y Dulquer se unió al rodaje tres días después, cuando se llevó a cabo una ceremonia oficial de lanzamiento. Sin embargo, el rodaje se vio interrumpido brevemente por la contaminación en Delhi durante el período. A principios de diciembre, el segundo programa comenzó en Goa, con tomas que se realizaron con el telón de fondo de las playas. El tercer y último cronograma de la película comenzó en Chennai a fines de enero de 2018 y progresó durante más de un mes. En julio de 2018, se reveló que la película estaba a punto de completarse y solo quedaban cinco días de rodaje.

## Banda sonora
La banda sonora está compuesta por Masala Coffee. La partitura de fondo de la película está compuesta por Harshavardhan Rameshwar. La primera pista individual se lanzó el 14 de febrero de 2020. El álbum se lanzó el 21 de febrero de 2020.

| N.º   | Título                          | Letras                               | Música                  | Cantante(s)                                       | Duración |  |
| 1.    | «Sirikkalam Parakkalam»         | Desingh Periyasamy, Madurai Souljour | Masala Coffee           | Benny Dayal, Madurai Souljour                     | 3:16     |  |
| 2.    | «Ennai Vittu»                   | Vignesh Shivan                       | Masala Coffee           | Ranjith                                           | 3:53     |  |
| 3.    | «Yelo Pullelo»                  | Mani Amudhavan                       | Masala Coffee           | Anirudh Ravichander                               | 3:26     |  |
| 4.    | «Kanave Nee Naan»               | Hafeez Rumi, Desingh Periyasamy      | Masala Coffee           | Sooraj Santhosh                                   | 2:05     |  |
| 5.    | «Ennil Nee»                     | Desingh Periyasamy                   | Harshavardhan Rameshwar | Janani S. V.                                      | 2:19     |  |
| 6.    | «Assai Illa»                    | Harshavardhan Rameshwar              | Harshavardhan Rameshwar | Harshavardhan Rameshwar                           | 1:19     |  |
| 7.    | «Kannum Kannum Kollaiyadithaal» | Gouthami Ashok                       | Harshavardhan Rameshwar | Gouthami Ashok                                    | 1:08     |  |
| 8.    | «Maaga Maaga»                   | V. Lakshmi Priya                     | Harshavardhan Rameshwar | Harshavardhan Rameshwar, Kavya Ajit, Janani S. V. | 3:41     |  |
| 21:07 |                                 |                                      |                         |                                                   |          |  |

## Lanzamiento

### Teatros
La película se estrenó el 28 de febrero de 2020 junto con su título de versión doblada en telugu Kanulu Kanulanu Dochayante.

### Medios domésticos
La película estuvo disponible para comprar por $1.99 en Simply South el 19 de marzo de 2020 para todos los países excepto India. La película se estrenó en Netflix el 29 de marzo de 2020 para todos los países. Los derechos de satélite se vendieron a Star Vijay, que se estrenó la víspera del Año Nuevo tamil el 14 de abril de 2020.

## Recepción

### Respuesta de la crítica
La película recibió críticas muy positivas de la crítica y el público. Escribiendo para Times of India, M. Suganth dio 3.5 de 5 y dijo que "Kannum Kannum Kollaiyadithaal es un thriller romántico encantador con protagonistas encantadores y momentos emocionantes. Desingh Periyasamy muestra un talento para este material tanto en su escritura y haciendo". S. Subhakeerthana de The Indian Express calificó 3.5 de 5 y escribió que "La película se basa en una escritura y actuaciones inteligentes. Algunos de los momentos más divertidos de Kannum Kannum Kollaiyadithaal son aquellos que involucran a Dulquer Salmaan y Rakshan. Es una actuación impulsada por la película, y el guión les da a ambos actores muchos momentos para brillar, aprovechando su aguda sincronización cómica". Sify otorgó 3,5 sobre 5 y escribió que "Desingh Periyasamy ha brindado un entretenimiento romántico agradable con suficientes momentos inteligentes que te mantienen enganchado hasta el final. Aunque la película es larga en comparación con la tendencia actual de 120 minutos, logra mantenernos interesados". Escribiendo para Firstpost, Sreedhar Pillai otorgó 3,25 estrellas de cinco y dijo que "Kannum Kannum Kollaiyadithaal se ve fresco y es una comedia romántica agradable o, más apropiadamente, una estafa trepidante, principalmente debido a su escritura inteligente". Anupama Subramanian para Deccan Chronicle escribió que "Kannum Kannum Kollaiyadithaal del director debutante Desingh Periyasamy es una síntesis de una comedia romántica y una trama criminal moderna, sin pretensiones ni sermones. Por lo tanto, es un viaje lleno de diversión". Behindwoods calificó con 2,75 de 5 estrellas y afirmó que "Kannum Kannum Kollaiyadithal funciona principalmente debido a los giros y la actuación de Dulquer. Un momento interesante de Gautham Menon en el preclímax actúa como la guinda del pastel". The Hindu declaró: "El director Desingh Periyasamy hace un trabajo encomiable al armar una película que permite que el guión sea el héroe y te mantiene adivinando y entretenido". The New Indian Express declaró: "Esta película también me recordó a una película como Atrápame si puedes, con un policía serio persiguiendo a algunos criminales traviesos que van un paso por delante todo el tiempo". India Today calificó con 2 de 5 estrellas afirmando que "Kannum Kannum Kollaiyadithaal es interesante en algunos lugares, gracias al juego del gato y el ratón entre los personajes principales. Si está dispuesto a mirar más allá de los elementos superficiales de la película , hay una linda historia ahí al lado". Film Companion declaró: "Es la forma en que la película interpreta el personaje de Gautham Vasudev Menon, esencialmente GVM interpretando a un héroe de GVM, que se convierte en un regalo que sigue dando". Deccan Chronicle declaró: "En general, Kannum Kannum Kollaiyadithaal es una buena salida para un novato que vale la pena ver". Baradwaj Rangan de Film Companion South escribió: "Sin embargo, desearía que esta hubiera sido una película mejor. Tenía que ser más corta, más ajustada, mucho mejor puesta en escena. Pero lo más importante, la trama retorcida tenía que ser mucho más convincente para llevarnos". de la A a la G a la K a la C. Pero a nivel genérico (ya veces, un poco más), no está nada mal". Rajinikanth llamó y agradeció a Desingh Periyasamy. También expresó su interés en hacer una película con Desingh. Sowmya Rajendran de The News Minute escribió que "A pesar del largo tiempo de ejecución de 2 horas y 40 minutos, Kannum Kannum sigue siendo agradable en su mayor parte. Puede que no te sorprenda, pero es una diversión buena e inofensiva y Dios sabe, la audiencia necesita más de eso".
cuelae
En una entrevista, Dulquer Salmaan dijo que Desingh Periyasamy planeó la secuela y también narró los primeros 15 minutos al equipo.